# 프리즈렌구 (세르비아)

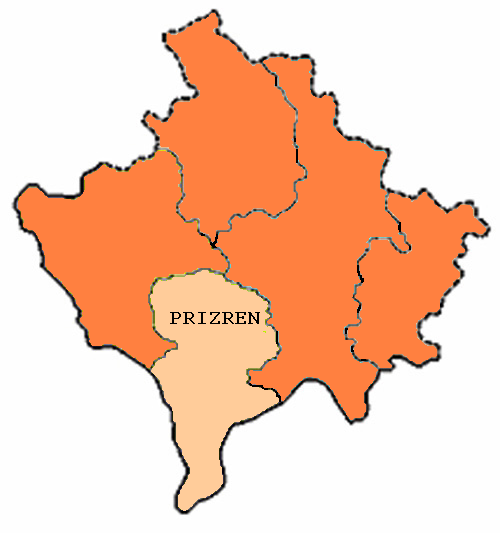
프리즈렌 구의 위치

프리즈렌구(세르비아어: Призренски округ, Prizrenski okrug, 알바니아어: Distrikti i Prizrenit)는 세르비아 코소보 메토히야 자치주에 위치한 구로 행정 중심지는 프리즈렌이며 면적은 1,902km2, 인구는 376,085명(2002년 인구 조사 기준), 인구 밀도는 197.7명/km2이다. 코소보는 2008년 세르비아로부터 독립을 선언한 상태이다.

## 지방 자치체
5개 지방 자치체를 관할한다.
- 오라호바츠 (Orahovac)
- 수바레카 (Suva Reka)
- 프리즈렌 (Prizren)
- 오폴레 (Opolje)
- 고라 (Gora)